# Ladina Jenny
Ladina Jenny, née le 10 juin 1993 à Niederurnen, est une snowboardeuse suisse. Elle participe aux Jeux olympiques d'hiver de 2014.
Le 4 février 2019, elle remporte la médaille de bronze en slalom géant parallèle lors des championnats du monde.

## Palmarès

### Championnats du monde
- Championnats du monde 2019 à Utah (États-Unis) :
  -  Médaille de bronze en slalom géant parallèle.
- Championnats du monde 2023 à Bakuriani (Géorgie) :
  -  Médaille d'argent en slalom parallèle.

### Coupe du monde
- 16 podiums en individuel dont 1 victoire.

#### Détails des victoires
| Épreuve / Édition | Slalom parallèle | Slalom géant parallèle |
| ----------------- | ---------------- | ---------------------- |
| 2022-2023         |                  | Blue Mountain (en)     |